# Märkbergen
Märkbergen är ett naturreservat i Överkalix kommun i Norrbottens län.
Området är naturskyddat sedan 2009 och är 3,3 kvadratkilometer stort. Reservatet omfattar topparna och branter till Stora och Östra Märkberget. Reservatet består av urskogsliknande skog med både tall och gran och inslag av lövträd.